# Paramphitrite birulai
Paramphitrite birulai är en ringmaskart. Paramphitrite birulai ingår i släktet Paramphitrite och familjen Terebellidae. Inga underarter finns listade i Catalogue of Life.